# ليو يو
ليو يو (بالصينية: 刘宇) (12 مايو 1985 بتشنغدو في الصين - ) هو لاعب كرة قدم صيني في مركز الدفاع. شارك مع منتخب الصين لكرة القدم. أما مع النوادي، فقد لعب مع جيانغسو سونينغ وداليان ييفانغ ونادي داليان شيده ونادي هينان جيانيي وSichuan First City F.C. ‏ وChengdu Tiancheng F.C. ‏ ونادي تشونغتشينغ ليانغجيانغ.

## روابط خارجية
- ليو يو على موقع قاعدة بيانات كرة القدم.إي يو (الإنجليزية)
- ليو يو على موقع ناشيونال فوتبول تيمز (الإنجليزية)
- ليو يو على موقع Soccerway.com (الإنجليزية)
- ليو يو على موقع اللجنة الأولمبية الصينية (الإنجليزية)